# Landusky
Landusky es un lugar designado por el censo ubicado en el condado de Phillips en el estado estadounidense de Montana. En el Censo de 2020 tenía una población de 22 habitantes y una densidad poblacional de 95,65 habitantes por km². Fue incluido como CDP en el censo de 2020. 

## Geografía
Landusky se encuentra ubicado en las coordenadas 47°53′51″N 108°37′20″O / 47.89750, -108.62222. Según la Oficina del Censo de los Estados Unidos,  tiene una superficie total de 0,23 km², todos correspondientes a tierra firme.